# Chelsea Surpris
Chelsea Surpris, née le 20 décembre 1996 à Crowley aux États-Unis, est une footballeuse internationale haïtienne, qui joue au poste d'arrière droit au Apollon Limassol Ladies.

## Biographie

### Carrière en club
Chelsea Surpris commence sa pratique du football à l'âge de six ans, d'abord dans le programme local Solar, avant de jouer au Dallas Sting (en), aidant l'équipe à remporter les championnats nationaux USYSA 2011 et ECNL 2014. Elle évolue ensuite avec les Vikings de la Nolan Catholic High School (en), où elle est élue meilleure joueuse de l'équipe en 2012, tout en concourant comme athlète d'athlétisme. À l'université, elle joue pour les Longhorns du Texas de 2015 à 2018. Au total, elle a fait 60 apparitions, marquant 2 buts et enregistrant 2 passes décisives. Début 2019, elle effectue la pré-saison avec les Red Stars de Chicago. En mai et juin 2019, elle joue pour le FC Dallas en WPSL.
Elle rejoint en juin 2020 le Montauban FC en D2. Elle signe finalement en novembre 2020 à l'ASJ Soyaux avec lequel elle découvre la D1.

### Carrière internationale
Chelsea Surpris a été membre de l'équipe nationale américaine des moins de 20 ans, avant d'être sélectionnée pour l'équipe nationale d'Haïti. Elle fait sa première apparition internationale à l'occasion du tournoi de qualification de la CONCACAF pour les JO de Tokyo contre les États-Unis le 29 janvier 2020,.
Elle marque son premier but international le 17 février 2022 contre le Honduras à l'occasion des qualifications au championnat de la CONCACAF 2022.

### Carrière d'entraîneuse
Chelsea Surpris occupe le poste d'entraîneuse adjoint de l'équipe féminine des Ragin' Cajuns de Louisiane en fin d'année 2019.

## Vie personnelle
Surpris est diplômée de l'Université du Texas à Austin avec un baccalauréat ès arts en dimensions humaines de l'organisation et une mineure en affaires.

## Statistiques
| Saison                | Club                  | Championnat           | Championnat | Championnat | Coupe(s) nationale(s) | Coupe(s) nationale(s) | Haïti | Haïti | Total | Total |
| Saison                | Club                  | Division              | M.          | B.          | M.                    | B.                    | M.    | B.    | M.    | B.    |
| 2019-2020             | FC Dallas             | -                     | 7           | 0           | -                     | -                     | 3     | 0     | 10    | 0     |
| 2020-2021             | ASJ Soyaux            | Division 1            | 4           | 0           | 1                     | 0                     | -     | -     | 5     | 0     |
| 2021-2022             | FF Yzeure             | Division 2            | 20          | 0           | 6                     | 0                     | 6     | 2     | 32    | 2     |
| 2022-2023             | Grenoble Foot         | Division 2            | 17          | 4           | 0                     | 0                     | 6     | 0     | 23    | 4     |
| 2023-2024             | Apollon Limassol      | -                     | 16          | 5           | 0                     | 0                     | 1     | 0     | 17    | 5     |
| Total sur la carrière | Total sur la carrière | Total sur la carrière | 41          | 4           | 7                     | 0                     | 19    | 2     | 67    | 6     |

### En sélection

#### Matchs internationaux
Le tableau suivant liste les rencontres de l'équipe d'Haïti dans lesquelles Chelsea Surpris a été sélectionnée depuis le 29 janvier 2020 jusqu'à présent.

## Palmarès
FF Yzeure Allier Auvergne
- Finaliste de la Coupe de France : 2021-2022